# Kockelskär
Kockelskär est une île de Suède. Elle est située dans la province de Södermanland, dans le sud du pays, à 70 km au sud de Stockholm. Elle couvre 0,52 kilomètre carré. Le terrain à Kockelskär est plat. Le point culminant de l'île est à 17 mètres d'altitude. 
Le climat est tempéré. La température moyenne annuelle est de 6 °C. Le mois le plus chaud est août, avec 16 °C, et le mois le plus froid est janvier, avec 0 °C.
Kockelskär est situé dans un archipel d’îles à l’est de Nyköping et possède deux phares, un supérieur et un inférieur qui ont été construits en 1940. Le phare inférieur est une tour blanche de 7,2 m de haut, avec une ceinture rouge, sur un socle noir. Le phare supérieur se compose de quatre lanternes sur une marque de jour rectangulaire rouge, debout, avec une bande verticale blanche. La hauteur de la lumière est de 19,7 m. En 1987, les phares ont reçu une lumière électrique, avec des batteries alimentées en énergie par un panneau solaire.